# Антинья, Александр
Жан-Пьер-Алекса́ндр Антинья́ (фр. Jean-Pierre-Alexandre Antigna; 7 марта 1817, Орлеан — 26 февраля 1878, Париж) — французский живописец.

## Биография
Первые уроки мастерства получил в орлеанской школе рисования у местного художника Франсуа Салмона. С 1837 года обучался в Национальной высшей школе изящных искусств в Париже в мастерской Себастьена Луи Гийома Норблена. Через год стал учеником Поля Делароша, который привил ему понимание драматической композиции.
До 1845 писал, в основном, картины на религиозные темы («Рождество Христово») и портреты. Под влиянием последствий индустриализации и страданий городского рабочего класса, непосредственным свидетелем которых он был, проживая в бедном парижском квартале в Иль-Сен-Луи, стал создавать полотна, изображающие отягощённых страданиями и бременем нищенской жизни представителей низших слоёв городского населения.
Революция 1848 г. подтвердила его в верности реалистической живописи, после 1860 года начал писать картины в духе натурализм, отражая на них повседневную жизнь крестьянства и рабочего класса. Автор ряда полотен мистического характера и сентиментального вдохновения с элементами символизма («Последний поцелуй матери» (1865).
С 1841 выставлялся в Салоне, в 1861 году был награждён кавалерским орденом Почётного легиона.
В поисках местного колорита и живописности, с 1857 года много путешествовал по Испании и Бретани.
В 1861 году женился на художнице Элен Мари Петтит. Их сын, Андре-Марк Антинья (1869—1941), также был художником-миниатюристом.
Умер в Париже 26 февраля 1878 года в возрасте 60 лет.

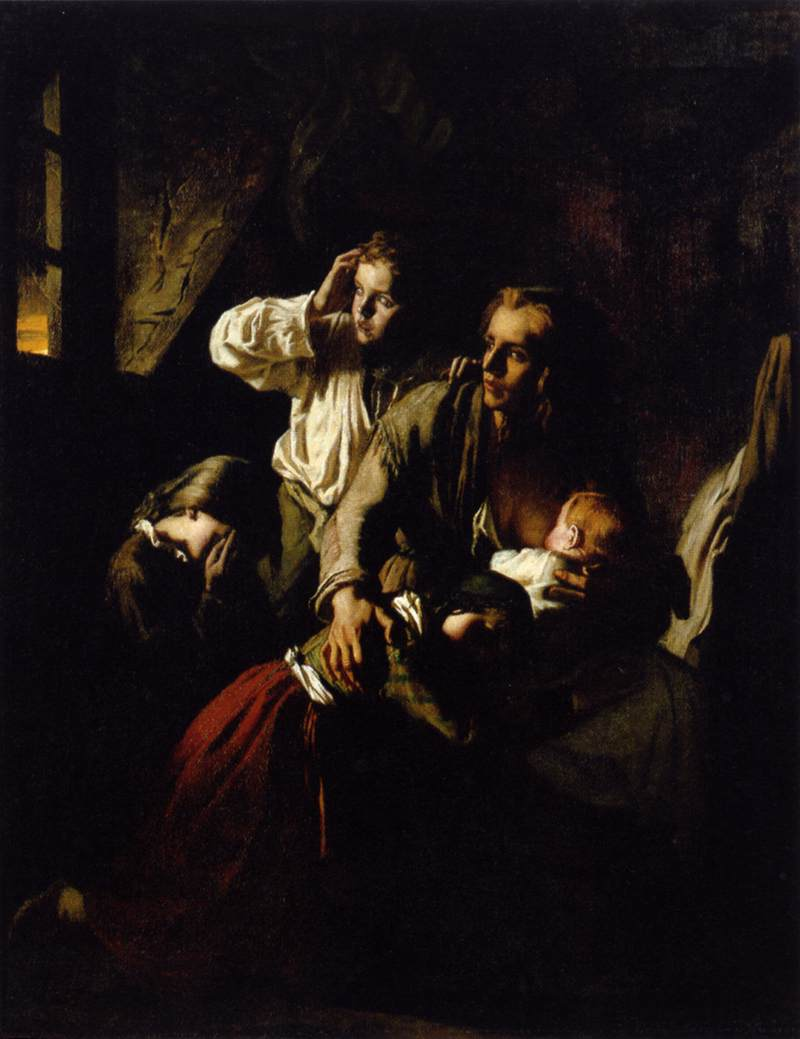
Зарево 1848
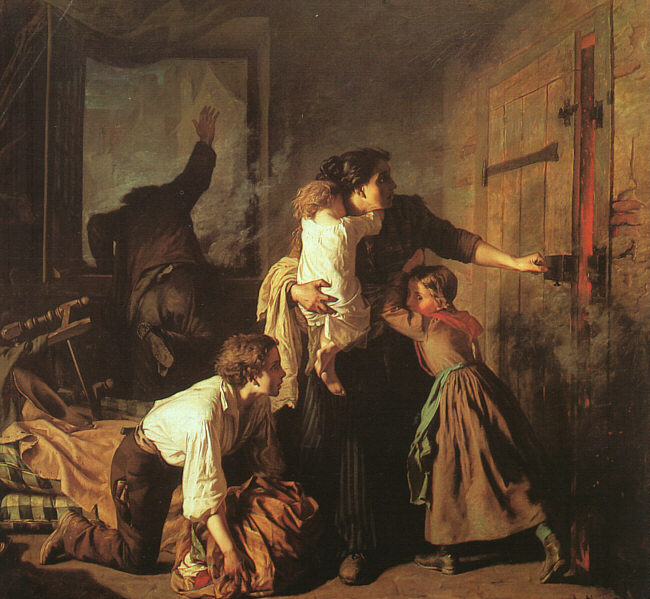
Пожар, 1850-51, Музей изящных искусств в Орлеане
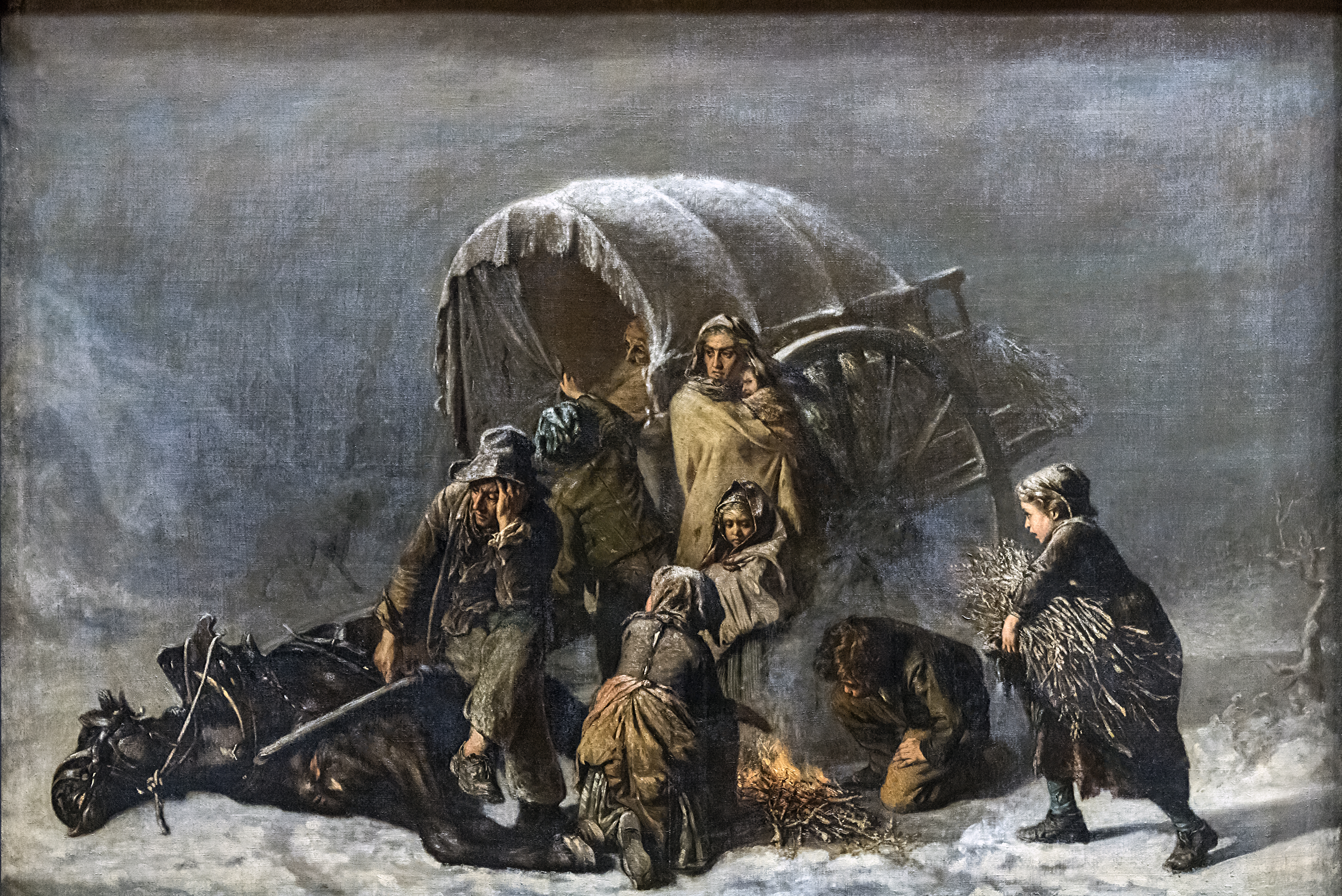
Принудительная остановка 1855